# 머플러 (원동기)

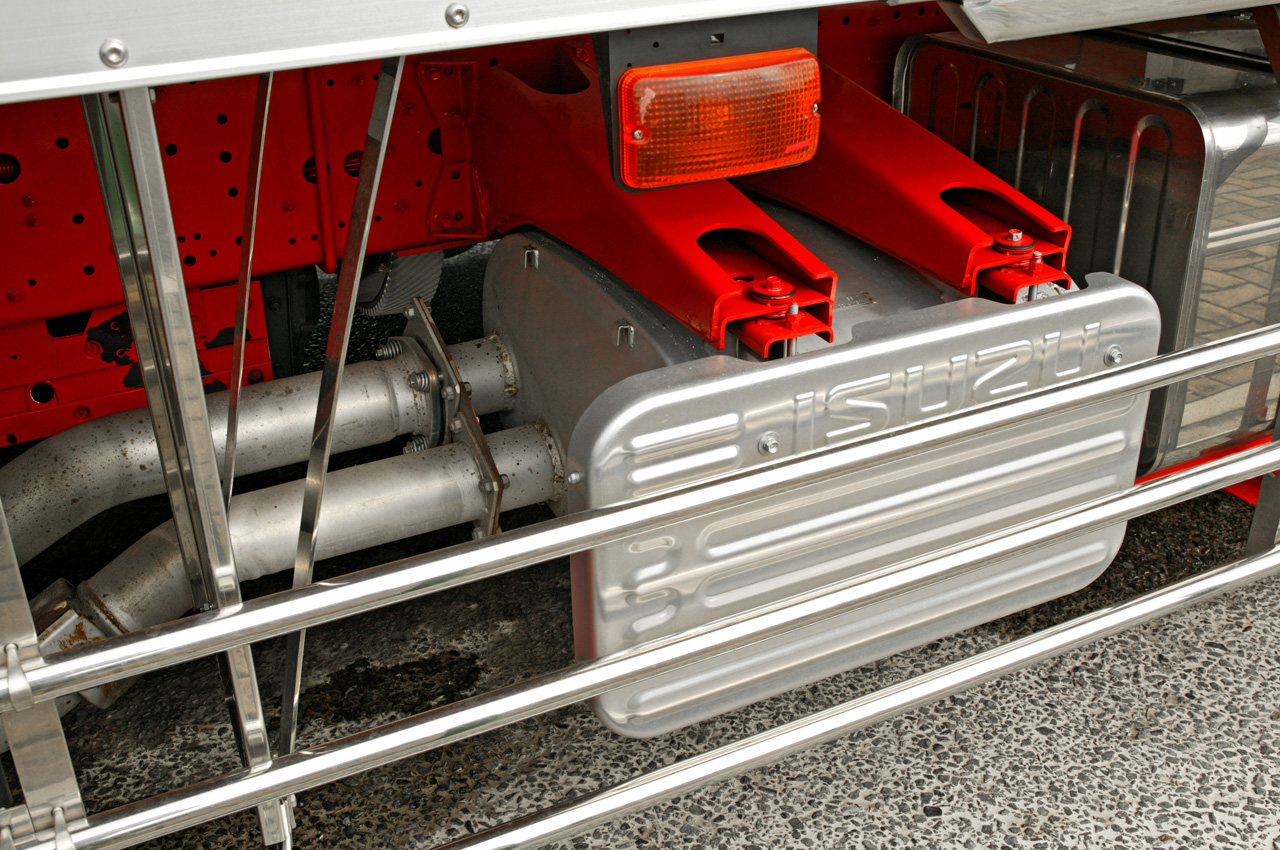

머플러(muffler)는 소음기의 일종으로, 주로 자동차나 모터사이클의 배기 구멍을 통해 바깥으로 연소되는 장치이다. 내연기관의 배기가스에서 발생하는 소음을 감소시키기 위한 장치, 특히 자동차 배기 시스템의 일부를 구성하는 소음저감 장치이다.

## 규제
1905년 5월 18일, 미국의 오리건주는 차량에 "가벼운 머플러 방식의 효율적인 브레이크"를 장착하도록 요구하는 법안을 통과시켰다.
자동차의 OEM 배기 시스템을 변경하는 적법성은 관할권에 따라 다르다. 미국, 캐나다, 오스트레일리아 등 많은 선진국에서는 이러한 수정이 엄격히 규제되거나 엄격히 금지된다.

## 같이 보기
- 소음기
- 방음
- 무향실
- 완충기